# Brunskogs kyrka

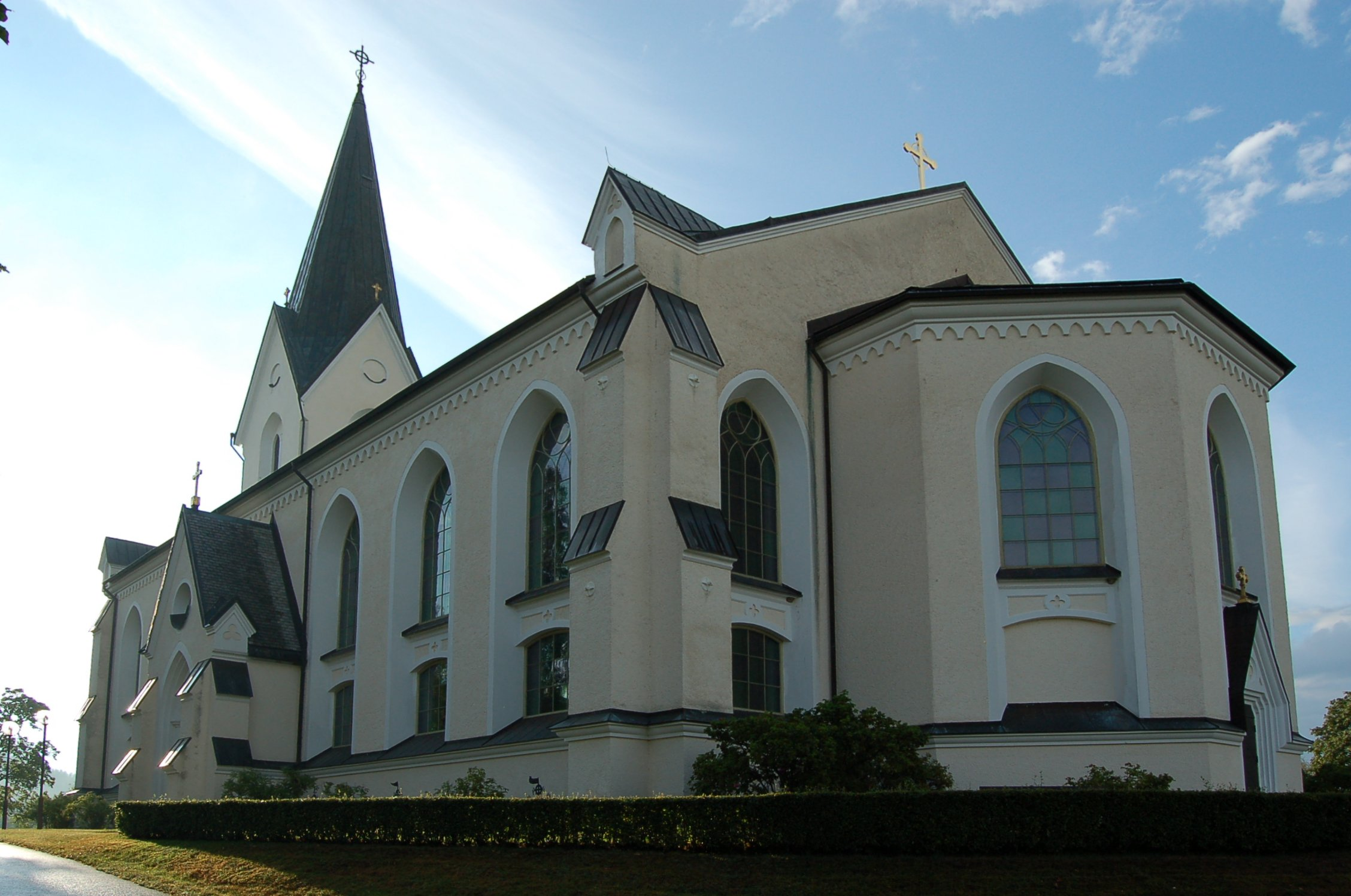
Kyrkan från sydost.

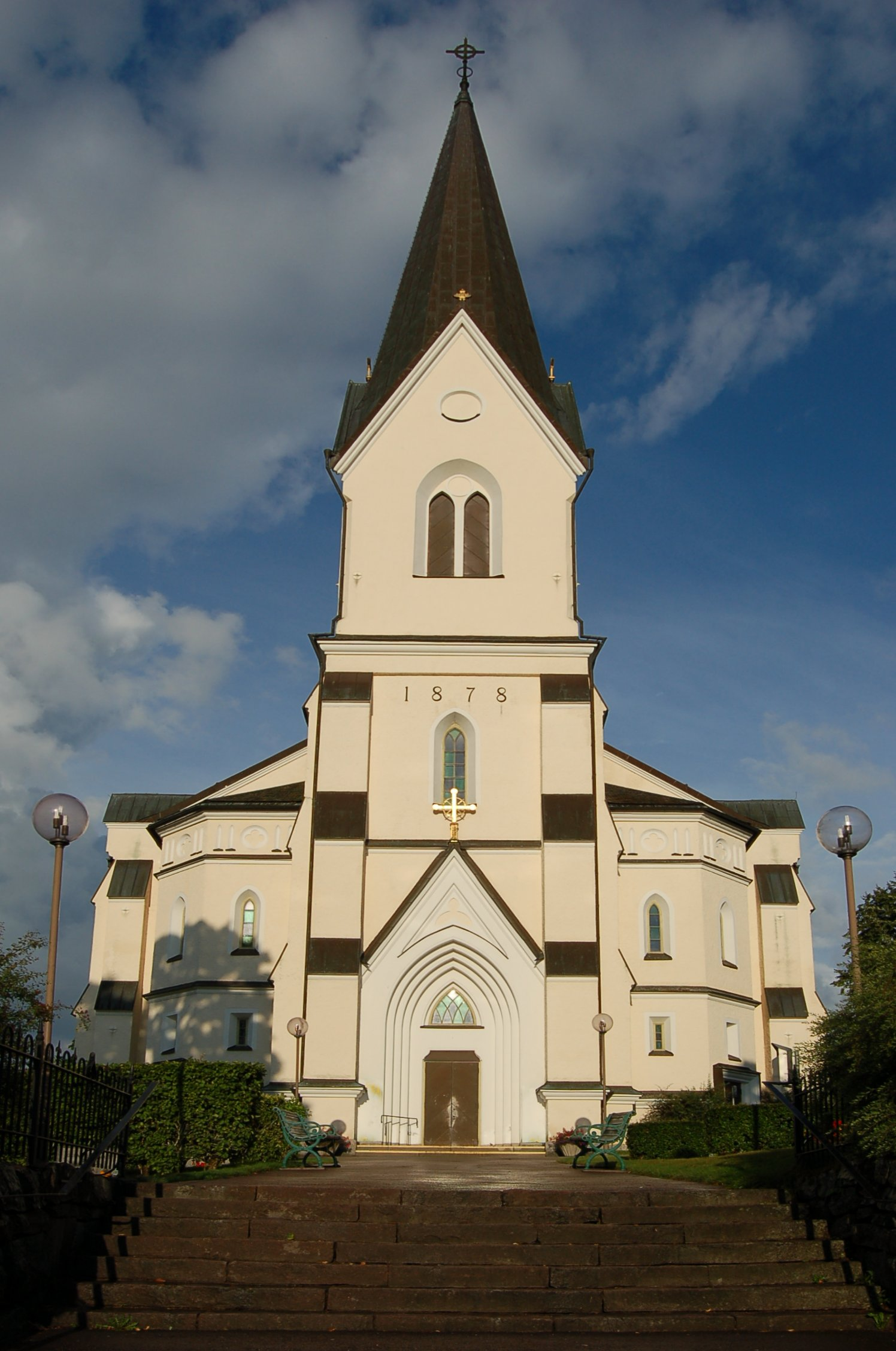
Kyrkan från väst.

Brunskogs kyrka är en kyrkobyggnad i Brunskog i Karlstads stift. Den är församlingskyrka i Brunskog-Mangskogs församling.

## Föregångare
Den första kyrkan i Brunskog var troligen ett litet kapell byggt på 1300-talet och var en så kallad ridkyrka. Det är troligen den som åsyftas då kyrka första gången omnämns i bevarade handlingar år 1540. Någon gång på 1500-talet ersattes den av en större, timrad kyrka. Kyrkplatsen med dess kyrkogård har sedan dess varit densamma.
Efterhand som socknens befolkning växte, behövdes en större kyrka. År 1704–1707 uppfördes därför en ny kyrka, en stenkyrka med intressanta takmålningar. När Brunskogsborna talar om gamla kyrkan handlar det om denna 1700-talskyrka.

## Kyrkobyggnaden

### Den första
År 1864 hade befolkningen i Brunskog ökat till cirka 5100 personer och med rådande ökningstakt skulle befolkningen inom 50 år vara fördubblad. Den gamla kyrkan rymde cirka 200 och ansågs för liten. En skevhet som ofta påtalades på sockenstämmorna: "Det gör detsamma hur stor kyrka vi bygger, om 50 år är den för liten i alla fall".
År 1873 lyckades dåvarande kyrkoherden Willhem Svartengren (1805-1901) genomdriva ett beslut att bygga en ny kyrka. Bygget kom igång 1875 efter ett antaget anbud med förslag om kostnader på 98029 kronor från byggmästare Johannes Larsson från Västergötland.
Kyrkan uppfördes av stora gråstensblock som bars på bårar uppför ställningarna av 20 till 30 man. Svårigheterna växte i takt med bygget och allt eftersom murarna steg mot höjden, blev arbetet påfrestande. Till sist vägrade arbetsfolket att bära stenblocken. Byggmästare Johannes Larsson kunde inte övertala dem att fortsätta. Han försökte med en trumslagare som skulle slå takten när de bar stenarna. Han försökte även med dragspelare, men ingenting hjälpte.
Församlingens präst föreslog att man skulle skicka efter socknens bäste spelman, Ola i Kenselvika, mer känd som Spelmans-Ola. Drängarna kände honom från lördagskvällarnas logdanser. Han skrev en kyrkmarsch och nu ville alla vara med och bära. Det hände att männen lyfte upp Ola och satte honom på blocken de bar. Under två somrar anförde Spelmans-Ola bärarna med sitt spel.
Den nya kyrkan som stod färdig 1878 är den kyrka som Gustaf Fröding besjunger: "Brunskogs kyrka stod och lyste som en bondbrud, grann och ny" (Vackert väder, 1891). När kyrkan invigdes 1880 var den en av Sveriges största landsortkyrkor med cirka 2000 sittplatser. 
Kyrkan genomgick en omfattande restaurering 1929, då man flyttade in altare och predikstol från 1700-talskyrkan.

### Branden
Natten till 29 juni 1972 drog kraftiga åskmoln genom bygden. En blixt skar rätt igenom tornspiran och letade sig in i stora orgeln som snabbt blev övertänd. Elden spred sig i bjälklag och innertak och kyrkan blev på kort tid övertänd. Klockorna smälte och tornspiran störtade. Allt blev utbränt. Endast enstaka inventarier uknde räddas. Kvar stod  gråstensmurarna. 

### Den nya kyrkan
Församlingen beslutade att bygga en ny kyrka, denna gång innanför de gamla murarna, som var oskadade av branden. År 1973 - 75 återuppfördes Brunskogs kyrka. Arkitekt vid återuppbyggnaden var Jerk Alton från Kumla, byggmästare var Tage Zetterkvist från Arvika. Söndagen den 19 januari 1975 invigdes den nya kyrkan.
Kyrkan är i nygotisk stil och består av ett rektangulärt långhus med en tresidig absid i öster och ett kyrktorn i väster. Långhusets sadeltak är belagt med skiffer från Glava. Övriga tak på tornspira, absid och strävpelare är belagda med kopparplåt. Huvudingången finns vid västra sidan och går genom vapenhuset i tornets bottenvåning. Ytterligare ingångar finns vid kyrkans södra och norra långsidor. Kyrkorummet är indelat i ett mittskepp och två lägre sidoskepp som avdelas med pelare.
Exteriören är densamma som på Gustaf Frödings tid medan interiören är helt ny. Ingemar Lööf stod för kyrkans färgsättning med ljusa färger. I övrigt är kyrkan till största delen ett verk av värmländska yrkesmän och hantverkare.
Sommaren 2005 visade det sig att att Brunskogs kyrka var mögelskadad. Fuktspärren i grunden hade inte fungerat, vilket upptäcktes efter provtagningar. 

## Inventarier

### Altaret

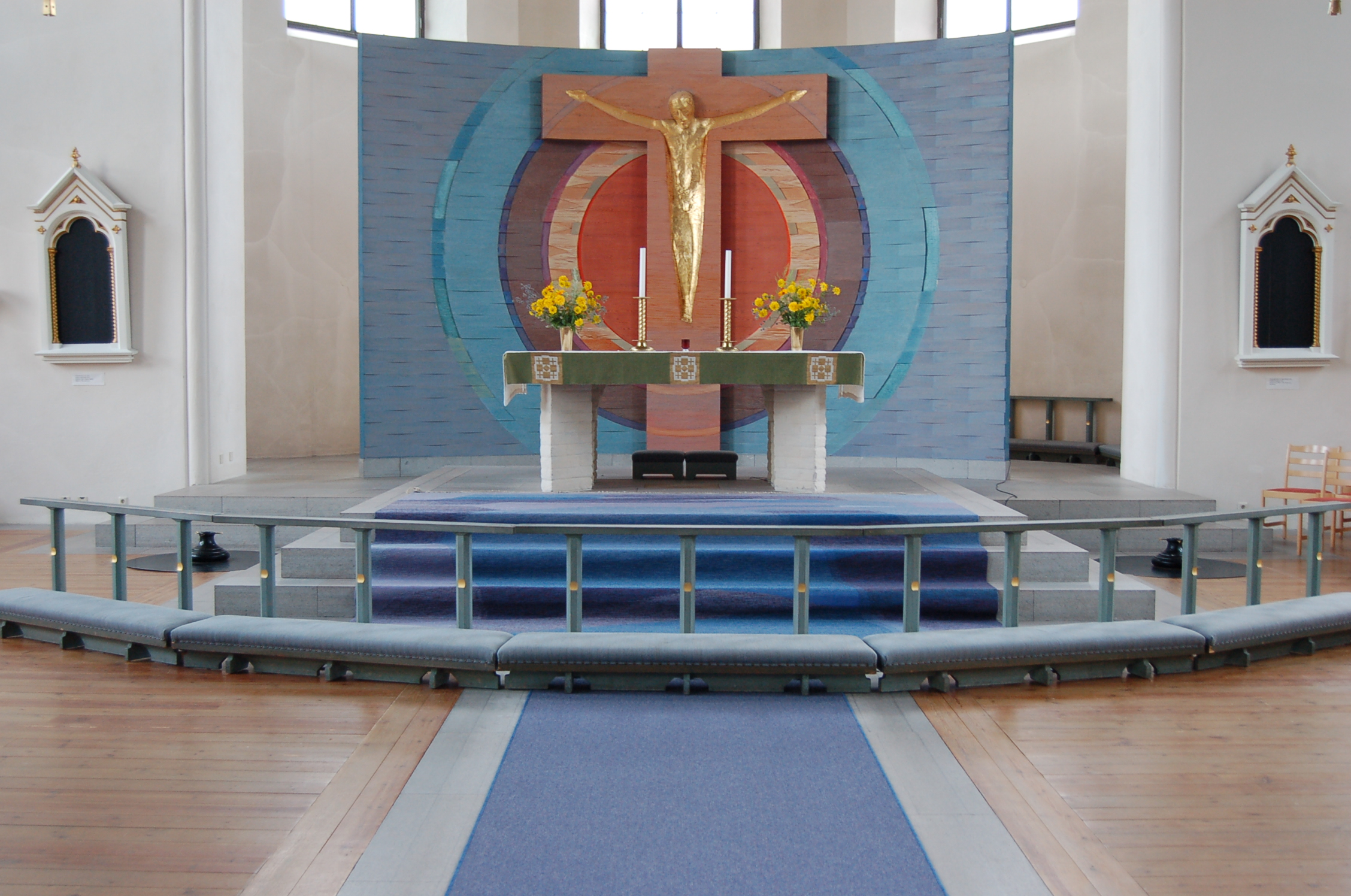
Koret

I stället för den nerbrunna altaruppsatsen från den tidigare 1700-talskyrkan finns nu en altartavla av konstnären Ingemar Lööf från Kristinehamn.

### Predikstolen

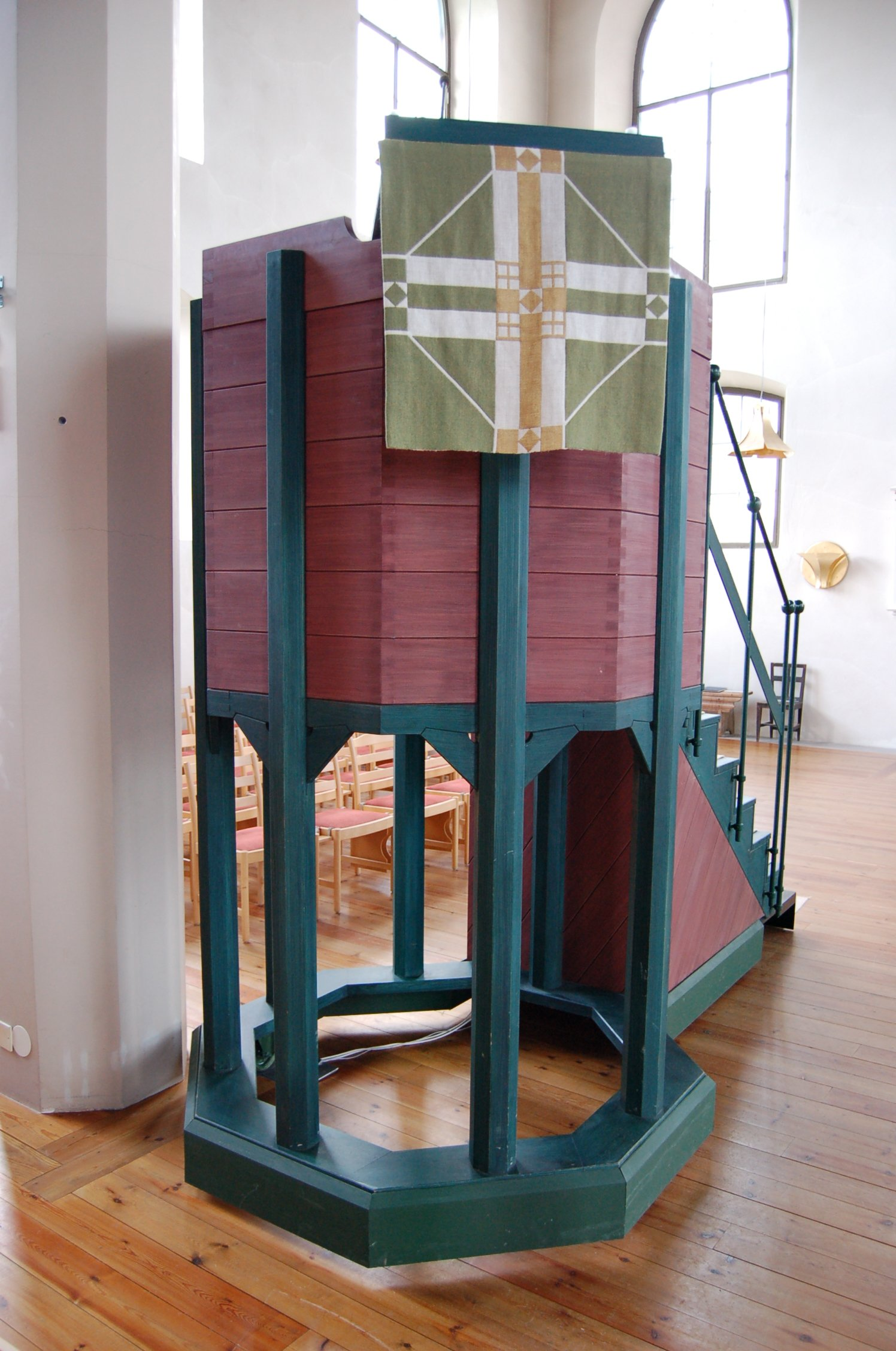
Predikstolen

En mobil predikstol finns som kan flyttas beroende på vilken verksamhet som bedrivs.

### Dopfunten
Konstnär Ingemar Lööf från Kristinehamn gjorde dopfunten.

### Orgeln
- Den första orgeln var byggd 1882 av E. A. Setterquist & Son, Örebro, med 10 stämmor och 1 manual.
- År 1950 genomgick den gamla orgeln en om- och tillbyggnad av A. Mårtenssons Orgelfabrik, Lund, med 25 stämmor.
- Den nuvarande orgeln är byggd 1976 av A. Mårtenssons Orgelfabrik med 36 stämmor. Den har mekanisk traktur och elektrisk registratur. Fria och fasta kombinationer finns samt registersvällare. Fasaden till orgeln är ritad av arkitekt Jerk Alton i Kumla.

| Ryggpositiv I     | Huvudverk II       | Svällverk III          | Pedal            | Koppel |
| Gedackt 8’        | Gedacktpoommer 16’ | Italiensk Principal 8’ | Subbas 16'       | I/P    |
| Kvintadena 8’     | Principal 8’       | Flûte harmonique 8’    | Oktava 8'        | II/P   |
| Principal 4’      | Rörflöjt 8’        | Salicional 8'          | Gedackt 8'       | III/P  |
| Koppelflöjt 4’    | Oktava 4’          | Voix céleeste 8'       | Oktava 4'        | I/II   |
| Spetsflöjt 2’     | Gedacktflöjt 4'    | Oktava 4'              | Rauschkvint 4 ch | III/II |
| Sesquialtera 2 ch | Kvinta 2 2⁄3'      | Traversflöjt 4'        | Fagott 16'       |        |
| Scharf 3 ch       | Oktava 2'          | Nasat 2 2⁄3'           | Clairon 4'       |        |
| Krumhorn 8'       | Ters 1 3⁄5         | Oktava 2'              |                  |        |
| Tremulant         | Mixtur 5-7 ch      | Mixtur 4 ch            |                  |        |
|                   | Trumpet 8'         | Dulcian 16'            |                  |        |
|                   |                    | Oboe 8'                |                  |        |
|                   |                    | Tremulant              |                  |        |

### Kororgel
Kororgeln på 7 stämmor byggdes 1975 av  A. Mårtenssons orgelfabrik i Lund. Orgeln är mekanisk och manualregistren är delade.
| Svällverk    | Pedal      | Koppel  |
| Gedackt 8’   | Subbas 16’ | Man/Ped |
| Fugara 8’    |            |         |
| Principal 4’ |            |         |
| Rörflöjt 4’  |            |         |
| Svegel 2’    |            |         |
| Nasat 1 1⁄3’ |            |         |

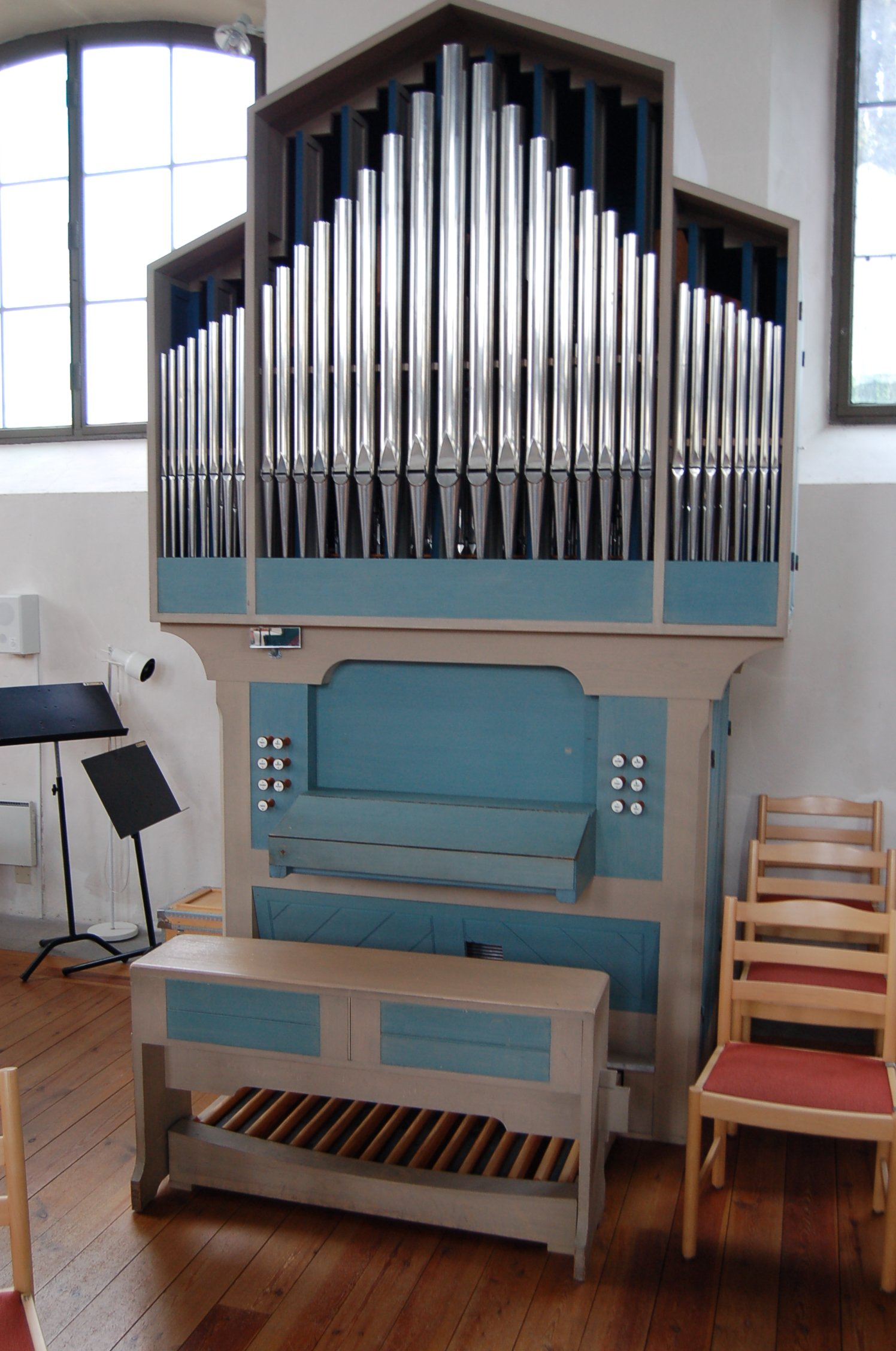
Brunskogs kyrkas kororgel.
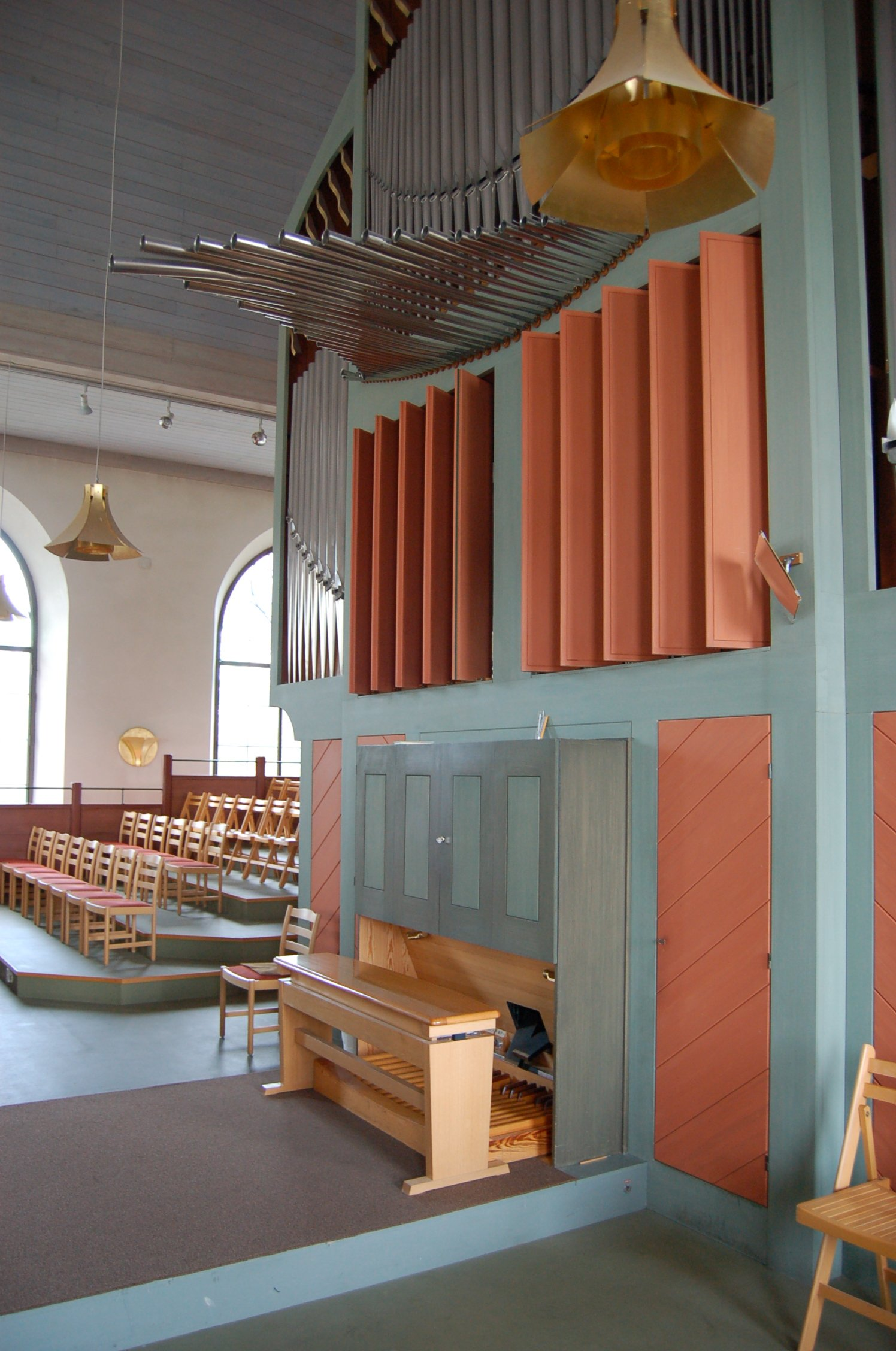
Brunskogs kyrkas stora orgel.

#### Diskografi
- Musik i Brunskogs kyrka / Larsson, Bengt, orgel. LP. Arr Lps-10. 1978.

### Bevarat
Spelmans-Olas fiol finns i en monter inne i kyrkan. Kyrkans interiör efter 1929 års renovering finns på bild i kyrkans nedre del.

## Kyrkogård

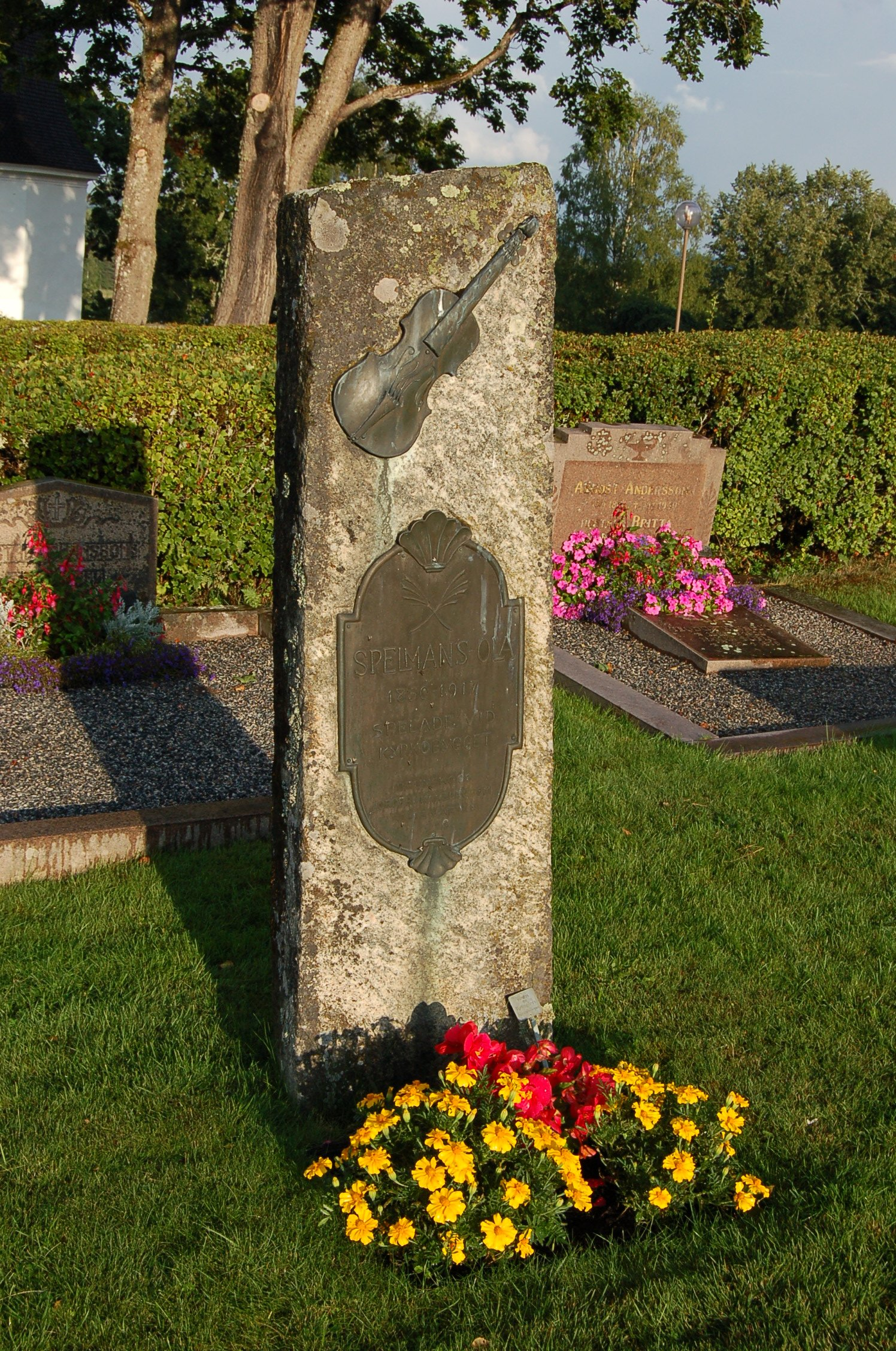
Spelmans-Olas grav.

Spelmans-Olas grav är belägen strax norr om kyrkan.